# Nyizsnyij Ingas-i járás
A Nyizsnyij Ingas-i járás (oroszul: Нижнеингашский район) Oroszország egyik járása a Krasznojarszki határterületen. Székhelye Nyizsnyij Ingas.

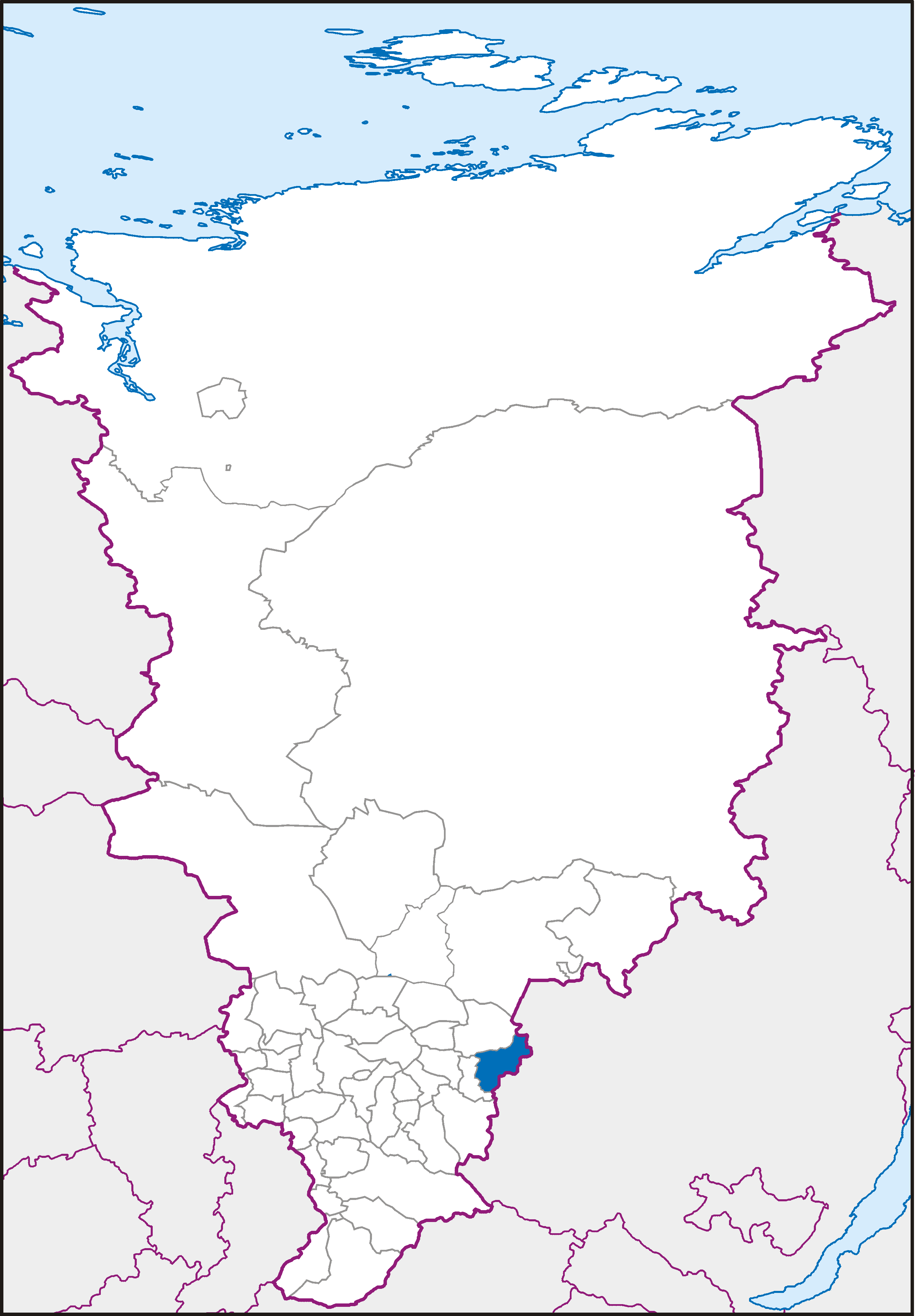
A Nyizsnyij Ingas-i járás a Krasznojarszki határterületen

## Népesség
- 1989-ben 43 800 lakosa volt.
- 2002-ben 39 391 lakosa volt.
- 2010-ben 33 420 lakosa volt.